# PuntuEus
PuntuEus és l'associació fundada per a demanar la creació del domini basc .eus a l'ICANN. El domini .eus és el corresponent a l'idioma basc i la seva cultura, similar al ja existent .cat.
Es va crear el 2 d'abril de 2008, amb el suport de diferents associacions de l'èuscar, l'educació, la Internet i mitjans de comunicació. Es va presentar oficialment al Kafe Antzokia de Durango el 29 de gener de 2009.
Entre les entitats promotores destaquen l'Euskaltzaindia, la Universitat del País Basc, Eusko Ikaskuntza, Euskal Irrati Telebista i Euskaltel Fundazioa.
El 14 de juny del 2013, l'ICANN finalment va acceptar la sol·licitud de creació del nou domini .eus.